# Rush (Irlanda)
Rush (forma anglicizzata) o An Ros (in irlandese) è una piccola cittadina sul mare, situata tra le comunità di Skerries e Lusk nella contea di Fingal, in Irlanda.
Rush un tempo era considerata come il cuore dell'orticoltura nel Leinster e molte persone erano impiegate in agricoltura. Oggi l'orticoltura e l'agricoltura sono stati sostituiti dall'accresciuto ruolo di Rush come città di pendolari.

## Storia
Ci sono prove di un insediamento massiccio nella zona di Rush risalenti al neolitico.
Nella zona sono stati trovati strumenti di selce e vi è una tomba megalitica e piccoli monumenti funerari situati sulla strada per Skerries sul promontorio a nord di North Beach.

## Monumenti e luoghi d'interesse

### Drumanagh
Una grande fortezza su promontorio si trova a Drumanagh, a nord di Rush.

È circondata su tre lati da scogliere ed un grande bastione chiude il quarto lato. Il sito non è stato ancora scavato ma si pensa che risalga all'Età del bronzo o del Ferro.

### Chiesa di San Mauro

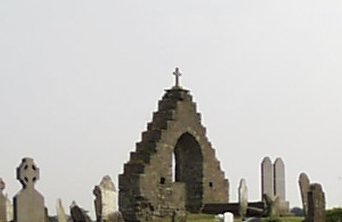
Rovine dell'antica cappella di San Mauro

Le rovine dell'antica cappella di St. Maur si trovano nel cimitero di Whitestown, a circa un miglio ad ovest del centro di Rush; risalgono all'epoca anglo-normanna e prendono il nome di San Mauro, un seguace di San Benedetto.

C'è una leggenda legata a tali rovine secondo la quale alcuni navigatori francesi, che potrebbero essere stati crociati, erano rimasti coinvolto in una tempesta; essi fecero un voto a San Mauro che, se fossero sopravvissuti, avrebbero costruito una cappella in suo onore sul primo punto di terra che avessero raggiunto. Essendo sbarcati a Rogerstown, immediatamente costruirono lì una cappella in onore del santo. La zona divenne nota come Knightstown e poi come Whitestown.
Nel 1776, fu costruita una chiesa più vicina al centro di Rush per sostituire la vecchia cappella. Anch'essa era dedicata a San Mauro ed è stata uno dei primi esempi di una chiesa cattolica nell'area di Fingal costruita secondo le leggi penali irlandesi.

Oggi ospita il Fingal Arts Centre, che contiene un'esposizione permanente di opere d'arte e di artigianato.

### Kenure House
Due chilometri a nord dal centro di Rush si trova un magnifico portico, che è ciò che rimane di Kenure House, una grande villa con molti ettari di una tenuta intorno. Il nome è una versione anglicizzata di Ceann Iubhair, che significa “promontorio degli alberi di tasso”.

Nelle vicinanze si trovano le rovine di una chiesa che fu dedicata a St. Damnan ed i resti di un piccolo torrione normanno.

In questa casa sono stati girati molti film fra cui Fu Manchu A.S.3 - Operazione tigre (1965), Dieci piccoli indiani (1965) e Jules Verne Rocket to the Moon (1967).

### Torri Martello
Le torri Martello sul promontorio vicino a North Beach ed a Drumanaugh sono state costruite nel 1803 come difesa contro Napoleone.

## Sport
Stephen McPhail, calciatore del Cardiff City e della nazionale irlandese è di Rush e, negli anni giovanili, ha giocato per la squadra locale.

## Infrastrutture e trasporti
Rush è dotata di due spiagge sabbiose, chiamate North Beach e South Beach che sono separate dal capo roccioso della penisola, e di un porticciolo, Rush Harbour. La penisola è il punto più vicino all'isola di Lambay, una grande riserva naturale per uccelli.

I venti e le maree fanno di South Beach una località molto famosa per la pratica di kitesurfing mentre la sua sabbia e le dune attirano sempre molti visitatori.

## Amministrazione

### Gemellaggi
Rush è gemellata con:
- San Mauro Castelverde con cui condivide lo stesso santo patrono (San Mauro)
- Gourin